# Observatoire européen des phénomènes racistes et xénophobes
L’Observatoire européen des phénomènes racistes et xénophobes (en anglais, European Monitoring Centre on Racism and Xenophobia — EUMC) était une agence de l'Union européenne. Basé à Vienne (Autriche), il fait partie des trois observatoires de l'Union, chargés de rassembler et de diffuser des informations grâce à un réseau de partenaires qu'ils doivent mettre en place et gérer au quotidien.

## Historique
L'EUMC a été créé par décision du Conseil (CE) n° 1035/97 du 2 juin 1997 (JO L 151, 10 juin 1997) qui a été modifié par la décision du Conseil (CE) no  1652/2003 du 18 juin 2003. L'EUMC a commencé ses activités en 1998.
L'EUMC est une autorité indépendante de l'Union. Ses origines remontent à juin 1994 lorsque le Conseil européen de Corfou (Grèce) proposa la création d'une commission consultative sur le racisme et la xénophobie, également connue sous le nom de commission Kahn, d'après le nom de son président, Jean Kahn. En juin 1995, le Conseil européen de Cannes demanda à la commission Kahn, en coopération avec le Conseil de l'Europe, d'étudier la faisabilité d'un observatoire européen du racisme et de la xénophobie. Cet observatoire commença ses activités en juillet 1998. Il dispose d'une équipe de 25 membres.
L'objectif principal de l'EUMC est de fournir à la Communauté et aux États membres, avec des données objectives, fiables et comparables, mesurant le niveau européen des phénomènes racistes et xénophobes afin de les aider à prendre des mesures de leur compétence.
L'EUMC a créé le prix Jean-Kahn.
Depuis le 1er mars 2007, cette organisation est devenue l'Agence des droits fondamentaux de l'Union européenne.

## Compléments